# Denise Eger

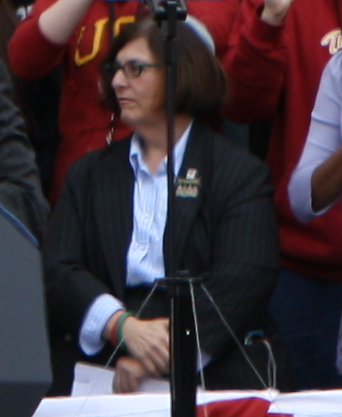
Denise Eger

Denise Leese (Davida) Eger (* 16. März 1960) ist eine US-amerikanische Rabbinerin und Präsidentin der Central Conference of American Rabbis.

## Leben
Eger wuchs in Memphis, Tennessee auf. Eger studierte an der University of Memphis, an der University of Southern California und am Hebrew Union College jüdische Theologie. 1988 wurde sie in New York City als Rabbinerin ordiniert. Als Rabbinerin arbeitete sie an der Synagoge Beth Chayim Chadashim in Los Angeles. Im Juni 2008 leitete sie als Rabbinerin die Hochzeit der LGBT-Aktivisten Robin Tyler und Diane Olson. Sie ist als offen homosexuelle Rabbinerin in den Vereinigten Staaten tätig und gehört dem Reformjudentum an.
Seit März 2015 ist sie Präsidentin der Central Conference of American Rabbis.

## Preise und Auszeichnungen (Auswahl)
- Morris Kight Lifetime Achievement Award